# Insurgency
Insurgency (с англ. — «Мятеж») — многопользовательский тактический шутер от первого лица, разработанный и изданный американской компанией New World Interactive. Является продолжением модификации Insurgency: Modern Infantry Combat, основанной на движке Source и игре Half-Life 2. Insurgency была выпущена 22 января 2014 года на платформах Windows, OS X и Linux.
Игра получила смешанные оценки на Metacritic, критики сравнивали игру с Call of Duty, Battlefield 4 и Counter-Strike: Global Offensive. Большинство из них хвалило игру за хардкорность в духе Insurgency: Modern Infantry Combat, а также за хорошую графику, звуковое сопровождение, интересные механики, но и критиковали игру за плохое обучение, выбор движка, плохую систему приглашений.
Успех игры породил спин-офф Day of Infamy и продолжение Insurgency: Sandstorm.

## Игровой процесс
Insurgency является многопользовательским шутером от первого лица с основным упором на тактическое командное взаимодействие. В игре основной упор делается на хардкорный геймплей — реализм. Из-за уклона в сторону хардкорности, игровой HUD имеет минимальный вид: нет мини-карты, здоровья или индикаторов патронов, погибнуть можно от одной пули, а при ориентировании важную роль играет звуковая составляющая.
В игре присутствуют многопользовательский и кооперативный режимы. У каждого режима имеются свои под режимы, с своими целями для победы: в кооперативе с режимом «Контрольная точка», необходимо пройти все контрольные точки на карте, а в мультиплеере доступно 5 режимов на 12 картах, например в режиме засада, одной команде необходимо сопроводить VIP персону (VIP становится один из игроков команды сопровождения) на одну из двух точек эвакуации, второй команде помешать это сделать. В игре присутствует два типа карт: городские и открытые. Городские имеют узкие улочки и множество построек, открытые большие карты, с минимальным количеством строений.
После подключения к серверу матча (с заранее выбранным режимом и картой), игроку будет предложено выбрать команду — «Повстанцы» или «Силовики». После выбора команды, игроку необходимо выбрать один из восьми классов бойцов. Каждый класс имеет свою спецификацию со своим списком оружия и снаряжения, которое будет играть важную роль в взаимодействии с командой. Так снайпер не сможет изначально взять оружие класса поддержки (пулемет M249) или специалиста (автомат MK18), а подобрать с земли всегда можно. Игрок сможет сменить класс и поменять модификации на оружии в специально отведенных местах, после выполнения задачи (в кооперативе), или выигранного раунда в мультиплеере. Для модернизации класса или оружия игроку дается десять очков подкрепления (в зависимости от сервера и режима, может быть больше), которые будут пополняться в течение прохождения карты после выполнения определённой задачи. В большинстве игровых режимов возрождение не предусмотрено — игроку даётся одна жизнь. Оставшийся в живых последней боец отряда может оживить товарищей, если выполнит задание — взорвёт склад или захватит точку. Для обсуждения тактики и координации используется текстовый и голосовой чат.

## Разработка и выпуск
После хорошего приёма модификации Insurgency: Modern Infantry Combat для Half-Life 2 на движке Source, авторы модификации Эндрю Спирин и Джереми Блам основали компанию New World Interactive и взялись за разработку сиквела к оригинальной модификации. Сиквел получил название Insurgency.
В 2012 году компания начала кампанию на Kickstarter по сбору средств на создание игры с целью собрать 180 000 долларов. Сборы потерпели неудачу — разработчики смогли привлечь только 37 % от общей суммы. В том же году трейлер игры был показан на выставке PAX Prime 2012 — в то время игра носила название Insurgency 2.
Из-за провальной компании на Kickstarter и нехватки средств, разработка игры задерживалась, но в марте 2013 игра вышла в раннем доступе в Steam и исправила положение. Спустя чуть меньше года игра вышла 22 января 2014 года для платформ Windows, OS X, Linux.
В августе 2014 года Джереми Блам рассказал что в планах был перенос выпуск игры также на платформах Xbox One и PlayStation 4.

## Оценки и критика
| Сводный рейтинг       | Сводный рейтинг |
| Агрегатор             | Оценка          |
| --------------------- | --------------- |
| GameRankings          | 72,64 %         |
| Metacritic            | 74/100          |
| Иноязычные издания    |                 |
| Издание               | Оценка          |
| Eurogamer             | 8/10            |
| GameSpot              | 7/10            |
| Hardcore Gamer        | [ 5 ]           |
| IGN                   | 7,5/10          |
| PC Gamer (US)         | 77/100          |
| VentureBeat           | 7,5/10          |
| Русскоязычные издания |                 |
| Издание               | Оценка          |
| Riot Pixels           | 74 %            |
| «НИМ»                 | 7,7/10          |

На агрегаторе рецензий Metacritic игра получила смешанную оценку в 74/100 баллов, большинство рецензентов хвалило игру за сохранение того духа реализма и хардкорного геймплея, который был в Insurgency: Modern Infantry Combat, но и раскритиковали игру за плохое начальное обучение, выбор движка, пустующих режимов, и систему приглашений.
Эмилиано Бальони из итальянского подразделения Eurogamer в рецензии отметил, что в основе шутера лежит реализм, которого в других играх либо недостаточно, либо нет вовсе. Он похвалил игру за хороший дизайн локаций и оружия, а также отметил хорошую графику, несмотря на выбранный движок игры, и визуальные эффекты, которые хорошо адаптируются под происходящие действия в игре.
Натан Менье в обзоре для GameSpot похвалил игру за реализм и минимальное использование HUD, благодаря чему усиливается погружение в игру. Он положительно отметил динамику боёв, добавив, что именно минималистичный HUD заставляет игрока концентрироваться и двигаться осторожно, просчитывая каждый свой шаг. Натан отметил «крутую систему отрядов», повышающую сплочённость команды (по его наблюдением, сообщество Insurgency заинтересовано в обсуждении тактики команды сильнее, чем в других шутерах), и ограничения на классы, которое оставляет каждому члену отряда определённую ценную роль. Критике он подверг долгий поиск матчей в некоторых режимах.
Мэтт Бодетт из Hardcore Gamer похвалил игру за реализм, минимальный HUD, и особенно отметил систему смерти и возрождений. Он раскритиковал систему приглашений в матч, из-за которой после каждой партии приходится искать сервер с достаточным количеством свободных слотов и приглашать туда друзей. В заключении Мэтт отметил, что Insurgency — это золотая середина многопользовательского опыта, которая идеально подойдёт тем, кто устал от постоянных пострелушек в Call of Duty, но для кого Arma является слишком сложной игрой.
Крейг Пирсон в рецензии для IGN описал Insurgency как «впечатляюще „некрутую“ игру, игнорирующую современные тенденции шутеров. Игра будет заставлять думать о каждом шаге». Он похвалил реализм и дизайн карт, акцентировав внимание на том, как они проработаны: в городских картах применимы одни тактики из-за домов и тесных переулков, на более открытых — другие, с постоянным использованием различных укрытий; причём каждая карта заставляет игрока испытывать дискомфорт.
PC Gamer в лице Лейф Джонсон в своей рецензии высказал недовольство графикой, ограниченной движком игры. Он отметил, что в городских локациях игра смотрится великолепно, на уровень выше чем Counter-Strike, но на открытых локациях ситуация обратная. Он также похвалил звуковое сопровождение, отметив, что New World Interactive очень хорошо над ним поработала, и «это великий триумф, его сила раскрывается в приглушенных тресках выстрелов или шорохе». В заключении он отметил, что «существуют более красочные и более насыщенные шутеры, но не многие из них вознаграждают командную работу так же, как это делает Insurgency».
Константин Фомин в рецензии для Riot Pixels отметил, что игра сохранила свои истоки и взяла лучшее из одноимённой модификации. Чувствуется физика оружия, хорошо проработанные карты, яркие моменты в боях, и система возрождений. В вердикте он сказал: «Лет 10 назад игра бы затерялась среди подобных… Сегодня же шутеры, претендующие на серьёзность, выходят слишком редко, чтобы оставлять подобные игры вроде Insurgency без внимания».
Летом 2018 года, благодаря уязвимости в защите Steam Web API, стало известно, что точное количество пользователей сервиса Steam, которые играли в игру хотя бы один раз, составляет 6 007 744 человека.

## Продолжение
Insurgency: Sandstorm, продолжение оригинальной Insurgency, было анонсировано 23 февраля 2016 года. Разработчики захотели перенести весь опыт Insurgency на новый движок — Unreal Engine 4 вместо Source. Релиз игры состоялся 12 декабря 2018 года для платформы Windows. Релиз для консолей PlayStation 4, Xbox One, PS5, Xbox XS состоялся 29 сентября 2021 года.